# Alexeï Semionovitch Moussine-Pouchkine
Alexeï Semionovitch, comte Moussine-Pouchkine (1730 - 1817), est un diplomate russe.

## Biographie
D'abord nommé à l'ambassade de Vienne en 1752, il est conseiller de la cour et résident à Dantzig de 1756 à 1760, puis envoyé extraordinaire à Hambourg de 1760 à 1765.
Il est ambassadeur en Grande-Bretagne de 1765 à 1768, à La Haye de 1768 à 1769, puis à nouveau en Grande-Bretagne de 1769 à 1779, et enfin en Suède de 1779 à 1785.
Il devient membre du Conseil privé en 1799.

## Sources
- (ru) Cet article est partiellement ou en totalité issu de l’article de Wikipédia en russe intitulé « Мусин-Пушкин, Алексей Семёнович » (voir la liste des auteurs).